# Kaškäer

Ungefähre Lage von Kaška

Die Kaškäer (auch Kaschkäer, Kaška, Gasga; ägyptisch Gaschgesch, Gašgeš, Keschkesch, Keškeš) lebten zur Zeit des hethitischen Großreichs in Nordanatolien. Ihr Siedlungsgebiet war das mittlere Nordanatolien und umfasste eventuell auch Teile der antiken Landschaft Paphlagonien. Die genaue Ausdehnung ihres Gebiets, vor allem nach Osten, ist unsicher. Letztere hängt auch davon ab, wo man Azzi-Ḫajaša lokalisiert.
Erste gesicherte hethitische Erwähnungen der Kaškäer stammen aus dem frühen 14. Jahrhundert v. Chr. Daher nimmt ein Teil der Forschung an, dass sie erst zu jenem Zeitpunkt nach Nordanatolien gekommen sind. Andere Forscher meinen, dass sie indigen sind. Letzteres ist plausibler, da die bezeugten kaškäischen Namen sehr wahrscheinlich altanatolisch sind. Das Fehlen in Texten, die sicher vor 1400 v. Chr. datieren, ist damit zu erklären, dass wir aus dem Alten Reich wenig Quellen besitzen und die Region damals weitgehend unter hethitischer Kontrolle war.
Die Kaškäer lebten teilweise halbnomadisch und waren in mindestens neun verschiedene Stämme zersplittert. U. a. auch deshalb stellten sie eine ständige Bedrohung an der hethitischen Nordgrenze dar. Verträge, die mit dem einen Stamm geschlossen wurden, ignorierten die anderen Stämme oft. Die Einfälle ins Hethiterreich waren aber offenbar weniger Eroberungs- als vielmehr Plünderungszüge. Lediglich zur Zeit des Šuppiluliuma I. (ca. 1355–1320 v. Chr.) sollen sich die Stämme unter einem König Piḫḫuniya zusammengeschlossen haben. Danach scheinen sie wieder uneins gewesen zu sein.
Unter Ḫantili II. eroberten sie um 1450 Nerik und Tiliura. Wie Ḫattušili III. in seiner Apologie erwähnt, überquerten die Kaškäer in seiner Regierungszeit den oberen Kızılırmak und erreichten sogar Kaneš. Muršili II. errang entscheidende Siege gegen die Kaškäer. Sie sind auch als Verbündete der Hethiter bekannt, die sie z. B. in der Schlacht von Kadesch unterstützten, ebenso wie Ḫattušili III. bei seiner Usurpation des Thrones. Ramses II. führt die „Keschkesch“ in einer topografischen Namensliste neben Babylonien, Meschwesch und Zypern auf und berichtet von „Mariannu-Kriegern aus Keschkesch“. Ähnliche Verbindungen sind aus einem Feldzug von Amenophis II. (1426–1400 v. Chr.) bekannt, wo in der Beuteliste unter anderem „ein gefangener Mariannu aus Qatna“ aufgeführt ist.
Wenngleich die Kaškäer in hethitischen Texten aus der Zeit des Großreichs so oft wie nur wenige andere Völker erwähnt sind, wissen wir sehr wenig über sie, da sich die Hethiter bei der Schilderung von Feldzügen und in den Texten von Verträgen auf das Wesentlichste beschränkten.
Zwischen dem Devrez Çayı und dem Kızılırmak lagen eine Reihe hethitischer Festungen, die den Kaškäern den Zugang zu dem hethitischen Kerngebiet versperren sollten. Sie waren in gleichmäßigem Abstand angelegt und lagen meist auf einer Anhöhe, aber mit Zugang zu Wasser und gutem Ackerland. Sie waren stark befestigt und manchmal bis zu einem Hektar groß.
Roger Matthews nimmt an, dass die Hethiter das Land auch durch Straßen erschlossen, die sich vielleicht unter den römischen und byzantinischen Straßen verbergen. Zu dem System gehörten auch kleinere Wachtürme und Ausgucke. Ein Beispiel eines solchen wurde in der Nähe von Eldivan entdeckt.
Ob die Kaškäer den Zusammenbruch des Hethiterreichs mitverursachten, ist nicht geklärt. Sicher ist, dass sie nach 1200 v. Chr. das entstandene Vakuum nutzten und weit nach Südosten wanderten. Ab Ende des 12. Jh. begegnen sie uns als Gasga mehrfach in assyrischen Quellen. In den Annalen des Tukulti-apil-Ešarra I. (ca. 1114–1076 v. Chr.) heißt es, dass sie die Gebiete, die sie erobert hatten, nicht dauerhaft besiedelten. Daraus kann man ableiten, dass sie ihre Heimat am Schwarzen Meer aufgegeben hatten und nicht etwa ihr Territorium von dort bis nach Ostanatolien ausdehnten. Noch bis ins 8. Jahrhundert v. Chr. werden sie sporadisch in assyrischen Texten erwähnt. Offenbar hatten sie sich inzwischen in Ostanatolien festgesetzt und ein Reich gegründet. In den Annalen Sargons II. werden die Kaškäer zum letzten Mal erwähnt. Danach verliert sich ihre Spur.
Der Paphlagonien-Survey entdeckte einige Siedlungen mit sogenannter „grauer phrygischer Ware“. Es gibt Spekulationen, dass die Pontier, die unter ihrem König Mithridates den Römern zu schaffen machen sollten, Nachkommen der Kaškäer waren.
Archäologisch sind die Kaškäer bis heute schlecht fassbar. Das liegt zum einen daran, dass sie offenbar keine größeren festen Siedlungen besaßen. Zum anderen ist es schwierig, z. B. Streufunde mit grober Keramik einem bestimmten Volk zuzuordnen. Außerdem sind systematische Ausgrabungen in Nordanatolien bis heute nur in sehr geringem Ausmaß unternommen worden.